# Campionatul European de Fotbal 2008
Campionatul European de Fotbal 2008, sau uzual Euro 2008, a fost a 13-a ediție a Campionatului European de Fotbal, un turneu de fotbal destinat națiunilor europene desfășurat din patru în patru ani. Turneul, găzduit de Austria și Elveția, a început pe 7 iunie 2008 și s-a încheiat cu finala de pe stadionul Ernst Happel din Viena, pe 29 iunie 2008, în urma căreia Spania a câștigat al doilea său titlu european din istorie, învingând Germania cu 1-0. A fost a doua oară când două țări organizează împreună un Campionat European de Fotbal.
La turneu au participat un total de 16 echipe: Austria și Elveția, calificate automat ca și gazde, precum și alte 14 reprezentative naționale calificate din preliminariile care s-au desfășurat începând din august 2006. La această ediție, Austria și Polonia au debutat la un turneu final de Campionat European. Câștigătoarea Euro 2008, Spania, va reprezenta UEFA la Cupa Confederațiilor FIFA 2009 din Africa de Sud.

## Competiția pentru găzduire
Oferta de găzduire propusă de Austria și Elveția a fost în competiție cu ofertele depuse de: Grecia și Turcia, Scotia și Irlanda, Rusia, Ungaria, Croația și Bosnia-Herțegovina, precum și cu oferta unui cvartet format din țările nordice: Norvegia, Suedia, Danemarca și Finlanda. Austria a mai avut o candidatură depusă împreună cu o altă țară, Ungaria, pentru Euro 2004, însă găzduirea acelui Campionat European a fost câștigată de Portugalia.
Procesul de selecție a gazdei s-a desfășurat în două etape, pentru etapa a doua rămânând în competiție Austria împreună cu Elveția, Grecia împreună cu Turcia și Ungaria. În final a câștigat oferta depusă de Austria și Elveția. Este a doua oară când două țări organizează împreună un Campionat European, prima oară fiind ediția din 2000 organizată de Țările de Jos și Belgia. De asemenea ediția viitoare, din 2012, va fi organizată din nou de două țări: Polonia și Ucraina.

## Stadioane
Turneul se va disputa în opt locații pe întreg teritoriul celor două națiuni gazdă; patru în Austria respectiv patru în Elveția . Fiecare stadion are o capacitate minimă de 30000 de spectatori pentru turneu; cea mai mare arenă este Ernst-Happel-Stadion din Viena cu o capacitate de 53295 spectatori. Din acest motiv, Ernst-Happel-Stadion, este stadionul care va găzdui finala. Elveția va juca toate meciurile din faza grupelor, pe St Jakob Park din Basel, care a găzduit de asemenea, meciul de deschidere al campionatului ca un compromis pentru faptul că finala se va disputa la Viena. Austria va juca toate meciurile din faza grupelor pe Ernst-Happel-Stadion.
În 2004, la Zürich a apărut o problemă pentru organizatori. Inițial, Stadionul Hardturm trebuia să fie renovat și folosit ca stdion principal al orașului însă au apărut probleme juridice care amânau planurile organizatorilor până la o dată care făcea ca stadionul să nu fie funcțional. Acest lucru a creat o problemă deoarece în acordul dintre UEFA și organizatori se stipula ca în fiecare țară organizatoare să fie 4 arene de joc. Problema a fost rezolvată când organizatorii au propus renovarea stadionului Letzigrund, plan aprobat de UEFA în ianuarie 2005. Noul stadion Letzigrund a găzduit primul său meci de fotbal pe 23 septembrie 2007.
| Viena                                   | Klagenfurt                         | Salzburg                                   | Innsbruck                     |
| --------------------------------------- | ---------------------------------- | ------------------------------------------ | ----------------------------- |
| Ernst-Happel-Stadion Capacitate: 53,295 | Hypo-Arena Capacitate: 31,957      | Wals Siezenheim Stadion Capacitate: 31,020 | Tivoli Neu Capacitate: 31,600 |
|                                         |                                    |                                            |                               |
|                                         |                                    |                                            |                               |
| Basel                                   | Berna                              | Geneva                                     | Zürich                        |
| St. Jakob-Park Capacitate: 42,000       | Stade de Suisse Capacitate: 31,907 | Stade de Genève Capacitate: 31,228         | Letzigrund Capacitate: 30,000 |
|                                         |                                    |                                            |                               |

## Un nou trofeu
Un nou trofeu va fi înmânat noii câștigătoare a Euro 2008. Noua versiune a trofeului Henri Delaunay, creată de Asprey Londra, este aproape o replică exactă a originalului proiectat de Arthus-Bertrand. O mică figurină a fost eliminată de pe partea din spate a trofeului la fel ca și suportul de marmură. Baza trofeului, din argint a trebuit să fie extinsă pentru a-l face mai stabil. Numele echipelor câștigătoare, scrise pe stativul de marmură au fost inscripționate pe partea din spate a trofeului care este fabricat din argint sterlin și care cântărește 9 kilograme și are 60 de centimetri înălțime.

## Calificări
Extragerea pentru etapa de calificări la UEFA EURO 2008™ a avut loc la Montreux, Elveția în 27 ianuarie 2006 la 12:00 (CET) [13:00 ora României].
Grupele de calificare sunt:
| Grupa A                                                                                 | Grupa B                                                                    | Grupa C                                                                          | Grupa D                                                                     |
| --------------------------------------------------------------------------------------- | -------------------------------------------------------------------------- | -------------------------------------------------------------------------------- | --------------------------------------------------------------------------- |
| - Portugalia - Polonia - Serbia - Belgia - Finlanda - Armenia - Azerbaidjan - Kazahstan | - Franța - Italia - Ucraina - Scoția - Lituania - Georgia - Insulele Feroe | - Grecia - Turcia - Norvegia - Bosnia și Herțegovina - Ungaria - Moldova - Malta | - Cehia - Germania - Slovacia - Irlanda - Țara Galilor - Cipru - San Marino |

| Grupa E                                                             | Grupa F                                                                             | Grupa G                                                                         |
| ------------------------------------------------------------------- | ----------------------------------------------------------------------------------- | ------------------------------------------------------------------------------- |
| - Anglia - Croația - Rusia - Israel - Estonia - Macedonia - Andorra | - Suedia - Spania - Danemarca - Letonia - Irlanda de Nord - Liechtenstein - Islanda | - România - Țările de Jos - Bulgaria - Slovenia - Albania - Belarus - Luxemburg |

### Echipele calificate

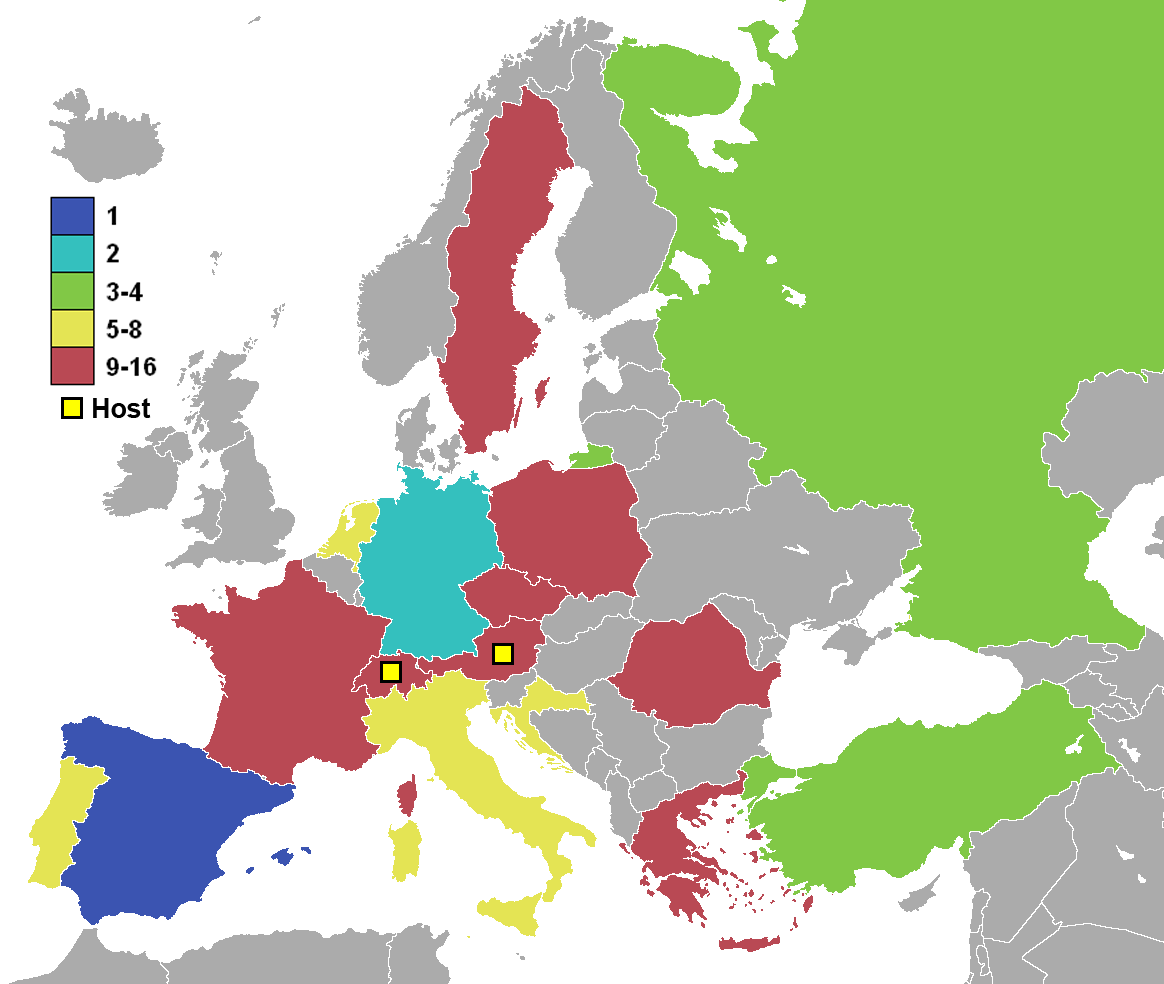
Țări participante

| Țara          | Calificate ca și     | Data calificării  | Prezențe anterioare1                                          |
| ------------- | -------------------- | ----------------- | ------------------------------------------------------------- |
| Austria       | Co-organizator       | 12 decembrie 2002 | 0 debut                                                       |
| Elveția       | Co-organizator       | 12 decembrie 2002 | 2 (1996, 2004)                                                |
| Polonia       | Câștigătoare Grupa A | 17 noiembrie 2007 | 0 debut                                                       |
| Portugalia    | Locul 2, Grupa A     | 21 noiembrie 2007 | 4 (1984, 1996, 2000, 2004)                                    |
| Italia        | Câștigătoare Grupa B | 17 noiembrie 2007 | 6 (1968, 1980, 1988, 1996, 2000, 2004)                        |
| Franța        | Locul 2, Grupa B     | 17 noiembrie 2007 | 6 (1960, 1984, 1992, 1996, 2000, 2004)                        |
| Grecia        | Câștigătoare Grupa C | 17 octombrie 2007 | 2 (1980, 2004)                                                |
| Turcia        | Locul 2, Grupa C     | 21 noiembrie 2007 | 2 (1996, 2000)                                                |
| Cehia         | Câștigătoare Grupa D | 17 octombrie 2007 | 6 (19602, 19762, 19802, 1996, 2000, 2004)                     |
| Germania      | Locul 2, Grupa D     | 13 octombrie 2007 | 9 (19723, 19763, 19803, 19843, 19883, 1992, 1996, 2000, 2004) |
| Croația       | Câștigătoare Grupa E | 17 noiembrie 2007 | 2 (1996, 2004)                                                |
| Rusia         | Locul 2, Grupa E     | 21 noiembrie 2007 | 8 (19604, 19644, 19684, 19724, 19884, 19925, 1996, 2004)      |
| Spania        | Câștigătoare Grupa F | 17 noiembrie 2007 | 7 (1964, 1980, 1984, 1988, 1996, 2000, 2004)                  |
| Suedia        | Locul 2, Grupa F     | 21 noiembrie 2007 | 3 (1992, 2000, 2004)                                          |
| România       | Câștigătoare Grupa G | 17 octombrie 2007 | 3 (1984, 1996, 2000)                                          |
| Țările de Jos | Locul 2, Grupa G     | 17 noiembrie 2007 | 7 (1976, 1980, 1988, 1992, 1996, 2000, 2004)                  |

1 Anii îngroșați reprezintă titlurile câștigate
2 drept Cehoslovacia
3 drept Germania de Vest 
4 drept Uniunea Sovietică 
5 drept Comunitatea Statelor Independente

## Alcătuirea grupelor
Tragerea la sorți pentru turneul final a avut loc pe 2 decembrie 2007 la întrunirea de la Centrul de Cultură și în Lucerna. Într-o revenire la formatul folosit la Euro 92 și Euro 96, jocurile dintr-o grupă se vor disputa pe două stadione. Grupele turneului final au fost trase la sorți din 4 urne în care au fost repartizate conform coeficienților FIFA.
| Urna 1                                                                               | Urna 2                                       | Urna 3                                     | Urna 4                              |
| ------------------------------------------------------------------------------------ | -------------------------------------------- | ------------------------------------------ | ----------------------------------- |
| - Elveția (repartizată ca A1) - Austria (repartizată ca B1) - Grecia - Țările de Jos | - Croația - Italia - Republica Cehă - Suedia | - România - Germania - Portugalia - Spania | - Polonia - Franța - Turcia - Rusia |

## Arbitri
Pentru turneul final au fost selectați 12 arbitri de centru și 24 arbitri asistenți.
| Federația     | Arbitrul               | Asistenți                 | Asistenți             |
| ------------- | ---------------------- | ------------------------- | --------------------- |
| Austria       | Konrad Plautz          | Egon Bereuter             | Markus Mayr           |
| Belgia        | Frank de Bleeckere     | Peter Hermans             | Alex Verstraeten      |
| Anglia        | Howard Webb            | Darren Cann               | Mike Mullarkey        |
| Germania      | Herbert Fandel         | Carsten Kadach            | Volker Wezel          |
| Grecia        | Kyros Vassaras         | Dimitiris Bozartzidis     | Dimitiris Saraidaris  |
| Italia        | Roberto Rosetti        | Alessandro Griselli       | Paolo Calcagno        |
| Țările de Jos | Pieter Vink            | Adriaan Inia              | Hans ten Hoove        |
| Norvegia      | Tom Henning Øvrebø     | Geir Åge Holen            | Jan Petter Randen     |
| Slovacia      | Ľuboš Micheľ           | Roman Slysko              | Martin Balko          |
| Spania        | Manuel Mejuto González | Juan Carlos Yuste Jiménez | Jesús Calvo Guadamuro |
| Suedia        | Peter Fröjdfeldt       | Stefan Wittberg           | Henrik Andren         |
| Elveția       | Massimo Busacca        | Matthias Arnet            | Stephane Cuhat        |

## Turneul final
Turneul final se va desfășura între 7 și 29 iunie 2008, pe 8 stadioane din Austria și Elveția.
Ora indicată între paranteze este ora Europei de Est (EET).
Tragerea la sorți a grupelor turneului final a avut loc pe 2 decembrie 2007 la Lucerna, Elveția. Grupele sunt:
| Grupa A                                          | Grupa B                                  | Grupa C                                     | Grupa D                            |
| ------------------------------------------------ | ---------------------------------------- | ------------------------------------------- | ---------------------------------- |
| - Elveția - Republica Cehă - Portugalia - Turcia | - Austria - Croația - Germania - Polonia | - Țările de Jos - Italia - România - Franța | - Grecia - Suedia - Spania - Rusia |

## Rezultate

### Faza grupelor
În tabelele de mai jos sunt folosite următoarele prescurtări:
- J = numărul total de partide disputate; V = numărul total de partide câștigate (victorii); E = numărul total de partide încheiate la egalitate; Î = numărul total de partide pierdute (înfrângeri); GM = numărul total de goluri marcate; GP = numărul total de goluri primite; DG = diferență de goluri (DG = GM - GP); Pt = numărul total de puncte acumulate (Pt = 3 x V + E)

În cazul în care două echipe au același număr de puncte și același număr de goluri marcate și primite și ultimul meci este meciul direct dintre ele, la finalul căruia ele sunt la egalitate, atunci departajarea celor două echipe se va face prin lovituri de la 11 metri (lovituri de pedeapsă). Această regulă se aplică doar dacă nu mai există în grupă și altă echipă cu același număr de puncte.
Dacă mai mult de două echipe termină cu un număr egal de puncte, atunci ele vor fi departajate după următoarele criterii:
- Numărul de puncte obținute în meciurile directe dintre echipele în cauză
- Diferența de goluri din meciurile directe dintre echipele în cauză
- Numărul de goluri marcate în meciurile directe dintre echipele în cauză, dacă mai mult de două echipe termină cu același număr de puncte
- Diferența de goluri obținută în toate meciurile grupei
- Numărul de goluri marcate în toate meciurile grupei
- Coeficientul obținut în fazele de calificări ale Cupei Mondiale FIFA 2006 și Campionatului European de Fotbal UEFA 2006/2008 (punctele obținute împărțite la numărul de jocuri disputate)
- Conduita fair-play a echipelor (din timpul turneului final)
- Tragere la sorți

| Legenda culorilor în tabelele grupelor                  |
| ------------------------------------------------------- |
| Primele două echipe se califică în sferturile de finală |
| Ultimele două echipe sunt eliminate din turneu          |

## Alcătuirea grupelor
Tragerea la sorți pentru turneul final a avut loc pe 2 decembrie 2007 la întrunirea de la Centrul de Cultură și în Lucerna. Într-o revenire la formatul folosit la Euro 92 și Euro 96, jocurile dintr-o grupă se vor disputa pe două stadione. Grupele turneului final au fost trase la sorți din 4 urne în care au fost repartizate conform coeficienților FIFA.

#### Grupa A
| Echipa         | J | V | E | Î | GM | GP | DG | Pt |
| -------------- | - | - | - | - | -- | -- | -- | -- |
| Portugalia     | 3 | 2 | 0 | 1 | 5  | 3  | +2 | 6  |
| Turcia         | 3 | 2 | 0 | 1 | 5  | 5  | 0  | 6  |
| Republica Cehă | 3 | 1 | 0 | 2 | 4  | 6  | -2 | 3  |
| Elveția        | 3 | 1 | 0 | 2 | 3  | 3  | 0  | 3  |

| Elveția | 0 - 1  | Republica Cehă |
| ------- | ------ | -------------- |
|         | Raport | 71' Svěrkoš    |

| Portugalia              | 2 - 0  | Turcia |
| ----------------------- | ------ | ------ |
| Pepe 61' Meireles 90+2' | Raport |        |

| Republica Cehă | 1 - 3  | Portugalia                                   |
| -------------- | ------ | -------------------------------------------- |
| Sionko 17'     | Raport | 8' Deco 63' Cristiano Ronaldo 90+1' Quaresma |

| Elveția   | 1 - 2  | Turcia                  |
| --------- | ------ | ----------------------- |
| Yakin 32' | Raport | 57' Șentürk 90+2' Turan |

| Elveția       | 2 - 0  | Portugalia |
| ------------- | ------ | ---------- |
| Yakin 71' 83' | Raport |            |

| Turcia                          | 3 - 2  | Republica Cehă        |
| ------------------------------- | ------ | --------------------- |
| Turan 75' Nihat Kahveci 87' 89' | Raport | 34' Koller 62' Plašil |

Note privind departajarea
- Portugalia și Turcia au fost departajate de rezultatul confruntării directe dintre ele:

- Portugalia a obținut 3 puncte (2–0 vs. Turcia).
- Turcia nu a obținut nici un punct (0–2 vs. Portugalia).

- Cehia și Elveția au fost departajate de rezultatul confruntării directe dintre ele:

- Cehia a obținut 3 puncte (1–0 vs. Elveția)
- Elveția nu a obținut nici un punct (0–1 vs. Cehia)

#### Grupa B
| Echipa   | J | V | E | Î | GM | GP | DG | Pt |
| -------- | - | - | - | - | -- | -- | -- | -- |
| Croația  | 3 | 3 | 0 | 0 | 4  | 1  | +3 | 9  |
| Germania | 3 | 2 | 0 | 1 | 4  | 2  | +2 | 6  |
| Austria  | 3 | 0 | 1 | 2 | 1  | 3  | -2 | 1  |
| Polonia  | 3 | 0 | 1 | 2 | 1  | 4  | -3 | 1  |

| Austria | 0 - 1  | Croația           |
| ------- | ------ | ----------------- |
|         | Raport | 4' (pen.) Modrici |

| Germania         | 2 - 0  | Polonia |
| ---------------- | ------ | ------- |
| Podolski 20' 72' | Raport |         |

| Croația           | 2 - 1  | Germania     |
| ----------------- | ------ | ------------ |
| Srna 24' Olić 62' | Raport | 79' Podolski |

| Austria             | 1 - 1  | Polonia       |
| ------------------- | ------ | ------------- |
| Vastic 90+3' (pen.) | Raport | 30' Guerreiro |

| Austria | 0 - 1  | Germania    |
| ------- | ------ | ----------- |
|         | Raport | 49' Ballack |

| Polonia | 0 - 1  | Croația     |
| ------- | ------ | ----------- |
|         | Raport | 53' Klasnić |

Calificare
- Croația s-a calificat în sferturile de finală ca primă clasată a grupei B.
- Germania s-a calificat în sferturi după ce a învins Austria.

#### Grupa C
| Echipa        | J | V | E | Î | GM | GP | DG | Pt |
| ------------- | - | - | - | - | -- | -- | -- | -- |
| Țările de Jos | 3 | 3 | 0 | 0 | 9  | 1  | +8 | 9  |
| Italia        | 3 | 1 | 1 | 1 | 3  | 4  | -1 | 4  |
| România       | 3 | 0 | 2 | 1 | 1  | 3  | -2 | 2  |
| Franța        | 3 | 0 | 1 | 2 | 1  | 6  | -5 | 1  |

| România | 0 - 0  | Franța |
| ------- | ------ | ------ |
|         | Raport |        |

| Țările de Jos                                       | 3 - 0  | Italia |
| --------------------------------------------------- | ------ | ------ |
| van Nistelrooy 26' Sneijder 31' van Bronckhorst 79' | Raport |        |

| Italia      | 1 - 1  | România  |
| ----------- | ------ | -------- |
| Panucci 56' | Raport | 55' Mutu |

| Țările de Jos                                     | 4 - 1  | Franța    |
| ------------------------------------------------- | ------ | --------- |
| Kuijt 9' van Persie 59' Robben 72' Sneijder 90+2' | Raport | 71' Henry |

| Țările de Jos                | 2 - 0  | România |
| ---------------------------- | ------ | ------- |
| Huntelaar 54' Van Persie 87' | Raport |         |

| Franța | 0 - 2  | Italia                        |
| ------ | ------ | ----------------------------- |
|        | Raport | Pirlo 25' (pen.) De Rossi 62' |

Calificare

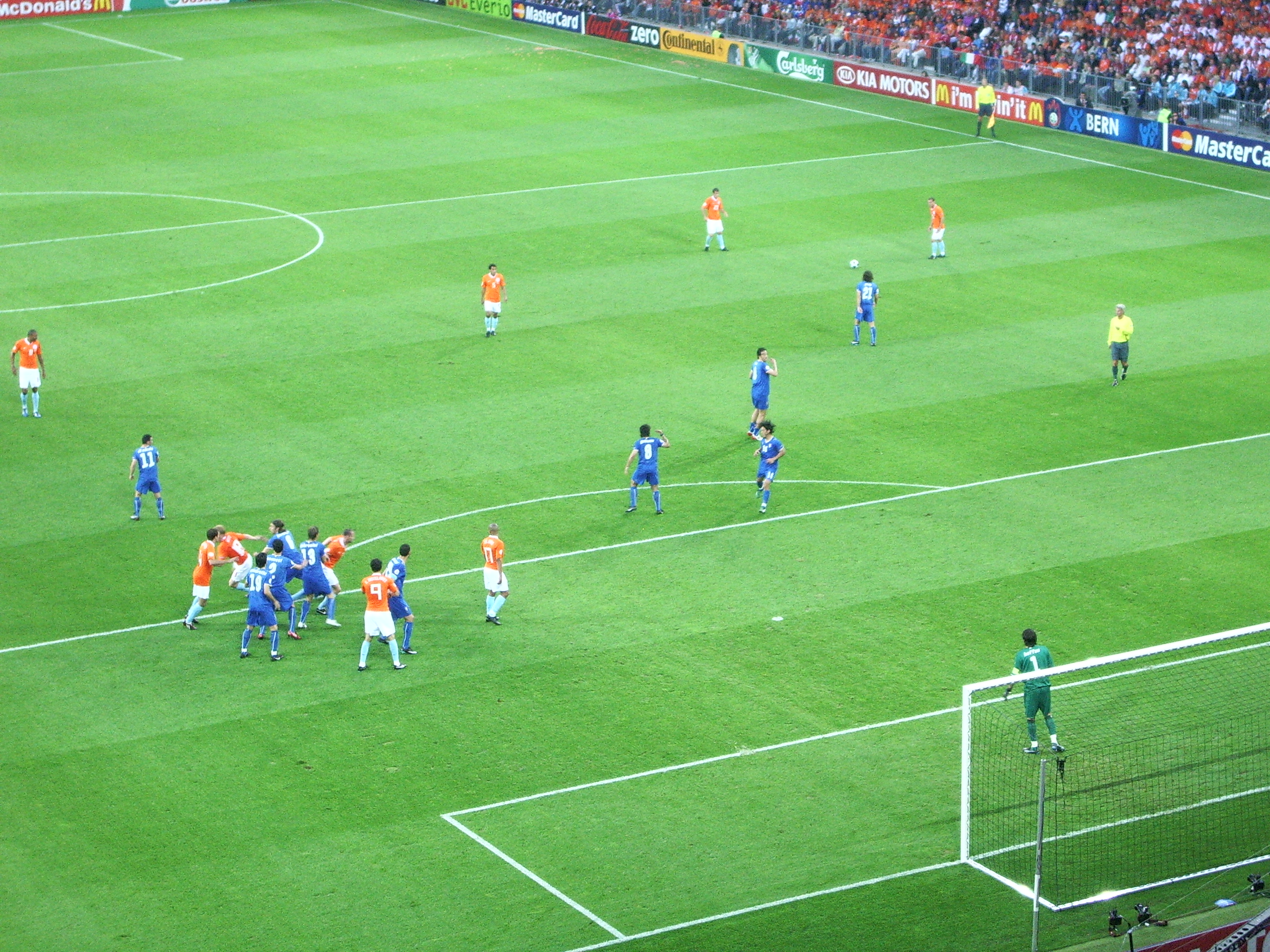
Lovitură liberă în meciul Italia–Țările de Jos
(9 iunie 2008 acest meci s-a terminat:Olanda 3-0 Italia

- Țările de Jos s-a calificat în sferturile de finală ca primă clasată a grupei C.
- Italia s-a calificat în sferturile de finală ca ocupantă a locului 2,înaintea României.
- România și Franța au fost trimiși acasă.

#### Grupa D
| Echipa | J | V | E | Î | GM | GP | DG | Pt |
| ------ | - | - | - | - | -- | -- | -- | -- |
| Spania | 3 | 3 | 0 | 0 | 8  | 3  | +5 | 9  |
| Rusia  | 3 | 2 | 0 | 1 | 4  | 4  | 0  | 6  |
| Suedia | 3 | 1 | 0 | 2 | 3  | 4  | −1 | 3  |
| Grecia | 3 | 0 | 0 | 3 | 1  | 5  | −4 | 0  |

| Spania                           | 4 - 1  | Rusia           |
| -------------------------------- | ------ | --------------- |
| Villa 20' 44' 75' Fàbregas 90+1' | Raport | 86' Pavliucenko |

| Grecia | 0 - 2  | Suedia                      |
| ------ | ------ | --------------------------- |
|        | Raport | 67' Ibrahimović 72' Hansson |

| Suedia          | 1 - 2  | Spania                 |
| --------------- | ------ | ---------------------- |
| Ibrahimović 34' | Raport | 15' Torres 90+2' Villa |

| Grecia | 0 - 1  | Rusia        |
| ------ | ------ | ------------ |
|        | Raport | 33' Zîrianov |

| Grecia         | 1 - 2  | Spania                  |
| -------------- | ------ | ----------------------- |
| Charisteas 42' | Raport | 61' de la Red 88' Güiza |

| Rusia                       | 2 – 0  | Suedia |
| --------------------------- | ------ | ------ |
| Pavliucenko 24' Arșavin 50' | Raport |        |

Calificare
- Spania s-a calificat în sferturile de finală ca și câștigătoare a grupei D.
- Rusia s-a calificat în sferturile de finală ca și ocupantă a locului 2 din grupa D.

### Etapa eliminatorie

#### Sferturi de finală
| Portugalia                 | 2 - 3  | Germania                                 |
| -------------------------- | ------ | ---------------------------------------- |
| Nuno Gomes 40' Postiga 87' | Raport | 22' Schweinsteiger 26' Klose 61' Ballack |

| Croația      | 1 – 1 (d.p.) | Turcia       |
| ------------ | ------------ | ------------ |
| Klasnić 119' | (Report)     | 120+2' Semih |

|                                  |       | Penaltiuri                    |  |
| Modrić · Srna · Rakitić · Petrić | 1 – 3 | Arda · Semih · Hamit Altıntop |  |

| Țările de Jos           | 1 - 3  | Rusia                                       |
| ----------------------- | ------ | ------------------------------------------- |
| Ruud van Nistelrooy 86' | Raport | 56' Pavliucenko 112' Torbinski 116' Arșavin |

| Spania | 0 - 0  | Italia |
| ------ | ------ | ------ |
|        | Raport |        |

|                                            |       | Penaltiuri                                 |  |
| Villa · Cazorla · Senna · Güiza · Fàbregas | 4 – 2 | Grosso · De Rossi · Camoranesi · Di Natale |  |

#### Semifinale
| Germania                              | 3 - 2     | Turcia              |
| ------------------------------------- | --------- | ------------------- |
| Schweinsteiger 26' Klose 79' Lahm 90' | (Cronică) | 22' Boral 86' Semih |

| Rusia | 0 - 3     | Spania                       |
| ----- | --------- | ---------------------------- |
|       | (Cronică) | 50' Xavi 73' Güiza 82' Silva |

### Finala
| Germania | 0 - 1  | Spania     |
| -------- | ------ | ---------- |
|          | Raport | Torres 33' |

## Statistică

### Golgheteri
| 4 goluri - David Villa 3 goluri - Lukas Podolski - Hakan Yakin 2 goluri - Fernando Torres - Ivan Klasnić - Michael Ballack - Robin van Persie - Wesley Sneijder - Roman Pavliucenko - Zlatan Ibrahimović - Arda Turan - Nihat Kahveci - Semih Șentürk 1 gol - Ivica Vastić - Luka Modrić | 1 gol (cont.) - Ivica Olić - Darijo Srna - Jan Koller - Jaroslav Plašil - Libor Sionko - Václav Svěrkoš - Thierry Henry - Miroslav Klose - Bastian Schweinsteiger - Angelos Charisteas - Daniele De Rossi - Christian Panucci - Andrea Pirlo - Giovanni van Bronckhorst - Klaas-Jan Huntelaar - Dirk Kuyt - Ruud van Nistelrooy | 1 gol (cont.) - Arjen Robben - Roger Guerreiro - Deco - Raul Meireles - Nuno Gomes - Pepe - Hélder Postiga - Ricardo Quaresma - Cristiano Ronaldo - Adrian Mutu - Andrei Arșavin - Konstantin Zîrianov - Rubén de la Red - Cesc Fàbregas - Dani Güiza - Petter Hansson |

### Goluri
- Cel mai rapid gol: minutul 4 – Luka Modrić pentru Croația împotriva Austriei
- Cel mai târziu gol: minutul 90+3 – Raul Meireles pentru Portugalia împotriva Turciei
- Cele mai multe goluri marcate într-un meci: 5:
  - Spania 4–1 Rusia
  - Țările de Jos 4–1 Franța
- Cele mai puține goluri marcate: 0 – România 0–0 Franța
- Diferența cea mai mare de scor: 3
  - Spania 4–1 Rusia
  - Țările de Jos 3–0 Italia
  - Țările de Jos 4–1 Franța

### Trivia
- Primul cartonaș galben: Ludovic Magnin pentru Elveția împotriva Cehiei – minutul 59
- Primul gol: Václav Svěrkoš pentru Cehia împotriva Elveției – minutul 71
- Prima prestație curată: Petr Čech pentru Cehia împotriva Elveției
- Primul hat-trick: David Villa pentru Spania împotriva Rusiei

## Trix și Flix

Trix și Flix

Trix și Flix sunt cele două mascote oficiale ale UEFA Euro 2008. Numele lor a fost ales prin vot de către publicul celor două țări gazdă. Variantele propuse au fost: Zigi și Zagi, Flitz și Bitz, Trix și Flix. Trix și Flix a câștigat cu 36,3% din voturi.

## Premii
UEFA a anunțat că va premia cu un total de 184 milioane € cele 16 echipe participante la turneu astfel:
- Participarea la competiție: 7.5 milioane €
- Faza grupelor
  - Victorie: 1 milion €
  - Egal: 500.000 €
- Calificarea în sferturi: 2 milioane €
- Calificarea în semifinale: 3 milioane €
- Calificarea în finală: 4.5 milioane €
- Câștigarea finalei: 7.5 milioane €

Premiul maxim pe care îl poate câștiga o echipă este de 23 milioane €.